# Buda (Medicina)
Buda (Bud in dialetto bolognese orientale, Bûd in Romagnolo) è una frazione del comune di Medicina, nella Città metropolitana di Bologna.
Il toponimo Buda compare già in documenti dell'885; fu pieve molto importante tra il IX e l'XII secolo;
Buda fu sede di un importante porto vallivo, mentre ora comprende nel suo territorio l'Oasi del Quadrone e numerosi altri relitti palustri che fanno parte dei Biotopi e ripristini ambientali di Medicina e Molinella.

## Luoghi di interesse

### Il porto
Buda ebbe un importante canale navigabile nelle vicinanze, in cui si intraprendevano ricchi commerci con Ferrara e con l'Adriatico, tanto che nel 1235 la città di Bologna decise di interrare il porto per trarne vantaggio; dopo la chiusura forzata del porto il paese conobbe un periodo di decadenza in cui il territorio subì diverse alluvioni che formarono delle paludi e dei boschi.

### La chiesa
La primitiva chiesa di Santa Maria Annunziata di Buda fu edificata nel IX secolo presso l'antico porto vallivo; venne più volte alzata di livello a motivo della zona valliva. La chiesa attuale è stata edificata nel XVIII secolo sull'antica pieve, di cui si hanno notizie già dall'XI secolo.
L'aspetto esterno che ha oggi si deve a un rifacimento seicentesco ed a profondi restauri effettuati nei primi del settecento. All'interno poco al di sopra del pavimento odierno sono ancora presenti le antiche arcate della pieve originaria.

### L'Oasi del Quadrone
A nord rispetto al centro della frazione si trova l'Oasi del Quadrone, che comprende una grande diversità biologica, poiché non è mai stata prosciugata, e in cui passano molti uccelli per sostare o per nidificare. È luogo fertile per molte specie di piante, microrganismi, insetti, anfibi, rettili, pesci, uccelli e mammiferi. Le visite all'Oasi sono possibili in autunno e in primavera. L'oasi del Quadrone fa parte dei Biotopi e ripristini ambientali di Medicina e Molinella. 

## Società

### Evoluzione demografica
Abitanti residenti
AbitantiAnno050100150200250300350199920022005200820112014Abitanti